# Malga Ciapela
Malga Ciapela je italské lyžařské turistické středisko na úpatí Marmolady v provincii Belluno v oblasti Benátsko v Dolomitech, které patří k obci Rocca Pietore.
Z Malga Ciapela vede na Marmoladu kabinová lanovka. Stanice lanovky jsou:
- Výchozí stanice v Malga Ciapela v nadmořské výšce 1450 m
- 1. přestupní stanice Coston d'Antermoja v nadmořské výšce 2370 m
- 2. přestupní stanice Piz Serauta v nadmořské výšce 2950 m[1]
- Konečná stanice Punta Rocca v nadmořské výšce 3 265 m v blízkosti Punta Penia (3342 m), nejvyššího bodu Dolomit.

Skiareál Marmolada, jehož součástí je Malga Ciapela, obsahuje 89 kilometrů upravovaných sjezdových tratí. Kromě toho vedou lyžařské směry na severním úbočí z Punta Rocca neupravovaným ledovcovým terénem k jezeru Lago Fedaia a skialpinistické trasy vedou z nejvyššího vrcholu Punta Penia přes Marmoladský ledovec také k jezeru Fedaia.
Místem prochází Dolomitská horská cesta č. 2 (něm. Dolomiten-Höhenweg 2, ital. Alta Via delle Dolomiti n. 2) z Brixenu do Feltre.